# Triebel (Vogtland)
Triebel je obec v německé spolkové zemi Sasko. Nachází se v zemském okrese Fojtsko a má přibližně 1 200 obyvatel. Je členem česko-německého mikroregionu Přátelé v srdci Evropy.

## Geografie
Ve výšce 504 m n. m. se nad vesnicí tyčí vrch Kirchberg, na kterém se nacházejí zbytky kostela a zbytky zdí, o kterých se předpokládá, že se jednalo o opevnění. Nejvyšším bodem v okolí je Platzerberg, mezi Triebelem a vesnicemi Obertriebel a Haselrain, v nadmořské výšce 629 m.

## Sousední obce
Triebel sousedí v zemském okrese Fojtsko s obcemi Bösenbrunn, Burgstein a Eichigt a s městem Olešnice. Na jihozápadě sousedí s obcemi Gattendorf, Trogen a Regnitzlosau, které jsou součástí bavorského zemského okresu Hof.

## Místní části
K obci Triebel patří malá vesnice Obertriebel, a vesnice Wiedersberg, kde se nacházejí trosky hradu Wiedersberg.

## Vývoj počtu obyvatel
| Rok            | 1998  | 1999  | 2000  | 2001  | 2002  | 2003  | 2004  | 2005  | 2007  |
| -------------- | ----- | ----- | ----- | ----- | ----- | ----- | ----- | ----- | ----- |
| Počet obyvatel | 1 664 | 1 683 | 1 667 | 1 710 | 1 686 | 1 696 | 1 653 | 1 587 | 1 584 |

## Fotografování

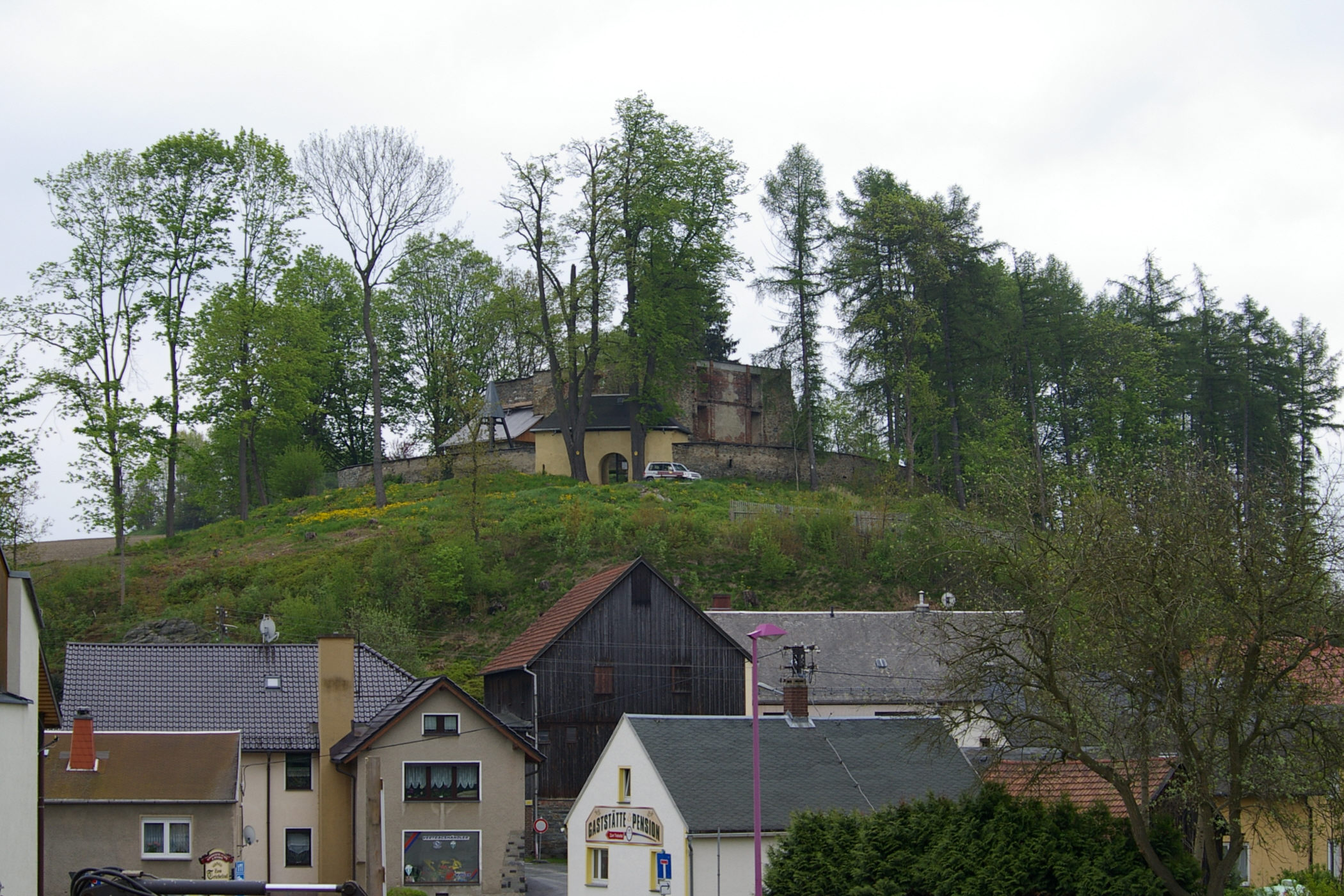
Kirchberg v Triebel
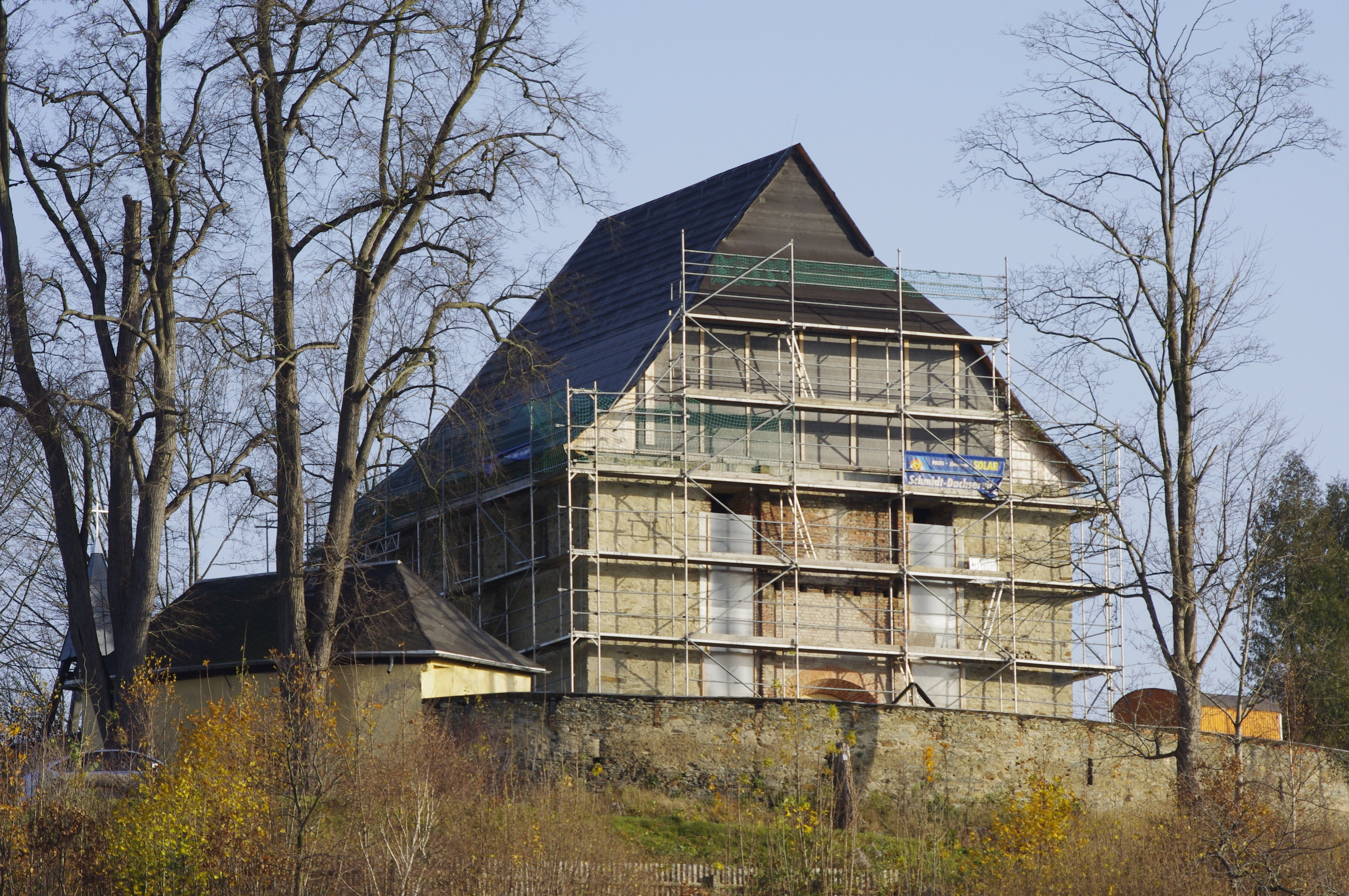
Kostel (2014)

## Partnerská města
- Dornum, Německo